# Glaser-Dirks DG-300
Il Glaser-Dirks DG-300 è un aliante veleggiatore monoposto classe standard ad alte prestazioni, con efficienza pari a 41 realizzato in vetroresina.

## Storia
Il DG-300 è nato da un progetto di Wilhelm Dirks ed è fabbricato da Glaser-Dirks Flugzeugbau partner della società slovena Elan.
La produzione è iniziata nel 1983 e ad oggi è stato costruito in 511 esemplari (in varie versioni).
Offre prestazioni elevate, ed è quindi ancora molto utilizzato come aliante da competizione, soprattutto nei campionati di classe inferiore o interni ai club di volo, dove è molto diffuso;
Dopo il fallimento di Glaser-Dirks la DG Flugzeugbau GmbH ha assunto la manutenzione di questi alianti. Nel volo a vela italiano è presente un buon numero di DG-300 impiegati sia da aero club che da piloti privati.

## Caratteristiche di volo e peculiarità del velivolo

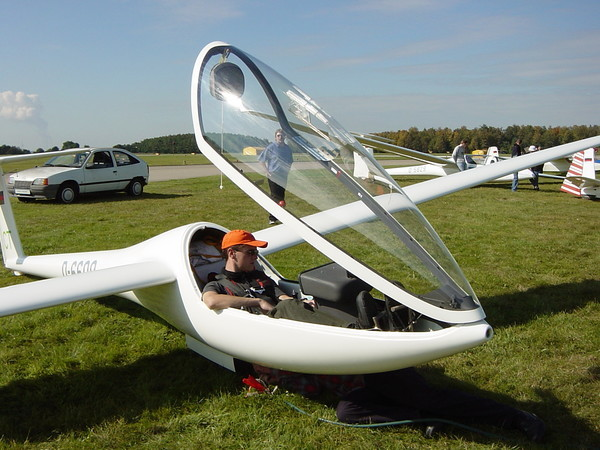
L'abitacolo di un DG-300.

Simile nelle prestazioni ad alianti quali Rolladen-Schneider LS4 e Schempp-Hirth Discus, è sensibile sui comandi e pronto nella risposta, anche grazie al peso ed alle dimensioni ridotte (un monoposto classe standard, apertura alare massima 15 metri, niente flap, è in generale più maneggevole di alianti biposto come ASK 21, o grossi alianti classe libera); È agile e un buon "arrampicatore", ma leggermente peggiore rispetto ai suoi concorrenti in planata, soprattutto a velocità più elevate. La successiva versione DG-303, con un nuovo profilo alare e winglet (aletta d'estremità), è stato sviluppato per offrire prestazioni superiori e aumentare la velocità di risposta sul asse di rollio (alettoni). Una versione completamente acrobatici (l'Acro) è anche disponibile, con fattori di carico limite elevati, pari a +7/-5g.
Il DG-300 ha un'ala con tripla conicità, progettata sulla base del Falcon di Hansjörg Streifeneder, ha un profilo HQ 21/II relativamente spesso (circa 17.5%) ed è sensibile al degrado delle prestazioni dovuto alla contaminazione del profilo da insetti impattati o gocce di pioggia.
L'aliante DG-300 ha le ali "soffiate", 900 forellini posti nelle vicinanze del bordo di uscita regolano la transizione da flusso laminare a turbolento dello strato limite e lo energizzano.
Non avendo motori da cui spillare aria compressa, l'aria viene presa da due prese dinamiche poste a circa metà semiala.
Ha caratteristiche tipiche della DG, che migliorano il comfort e la sicurezza.
Con una cabina di pilotaggio relativamente spaziosa tipica della DG offre un eccellente comfort, soprattutto nel volo in alta quota in cui la posizione e il full-length canopy (tettuccio) permette ai piedi di essere portati dalla luce del sole (aiuta contro il freddo intenso). La vista dalla cabina di pilotaggio è superba, aggiungendo al piacere una maggiore sicurezza del volo.
I limiti operativi sono stati modificati nell'aprile 2007 dopo che un difetto è stato rilevato sui principali longheroni. L'acrobazia è da allora limitata anche per le versioni Acro.

## Caratteristiche costruttive
Dotato di carrello monotraccia retrattile, è anche predisposto per l'impiego di zavorra (acqua scaricabile in volo e sempre prima dell'atterraggio) nelle ali per aumento del carico alare quando necessario, soprattutto in gare di velocità.
La normale strumentazione comprende anche un piccolo computer di bordo, oltre agli strumenti indispensabili per il volo a vista (anemometro, altimetro, variometro, radio, virosbandometro, filo di lana, bussola), si tratta di strumenti alimentati a batteria, ma sono spesso installate piccole superfici di celle fotovoltaiche.
Come ogni aliante il DG-300 può essere smontato per il trasporto su strada in un carrello.
La struttura è in vetroresina con componenti in carbonio, il tettuccio è in plexiglas

### Principali particolarità
- Ali: profilo particolarmente curato, longheroni in vetroresina, guscio a sandwich di vetroresina e schiuma
- Timone di profondità: guscio di vetroresina
- Timone: sandwich di vetroresina e schiuma
- Fusoliera: guscio di vetroresina
- Coda a T convenzionale, con stabilizzatore fisso e timone di profondità mobile
- Carrello retrattile con sospensione e vano sigillato
- Ruota principale di grandi dimensioni 127x127 mm, ruota di coda da 200x50 mm
- Barra di comando con movimento trapezoidale per cabra-picchia
- Controllo automatico connessioni delle superfici mobili
- Sistema di auto-trim del timone di profondità, con rilascio sullo stick (compensatore aerodinamico)
- Diruttori Schempp-Hirth sulla parte superiore delle ali
- Acqua di zavorra in sacchetti le ali per 130 o 190 litri (vietato l'uso su alcuni esemplari)
- Canopy molto alto, con una bassa soglia ed eccellente visibilità in volo

## Specifiche (DG-303 Elan)

### Caratteristiche tecniche
- Equipaggio: uno
- Lunghezza: 6.8 m (22.3 ft 4 in)
- Apertura alare: 15.00 m (49 ft 2 in)
- Altezza: 1.39 m (4 ft 6 in)
- Superficie alare: 10.27 m2 (110.5 ft2)
- Rapporto d'aspetto: 21.9
- Carico alare: 32-51 kg/m2
- Peso a vuoto: 238 kg (525 lb)
- Peso massimo: 500 kg (1102 lb)

### Prestazioni
- Velocità massima: 270 km/h (167 mph)
- Massimo rapporto di planata: 41 a 100 km/h
- Minima discesa: 0.59 m/s (115 ft/min) a 78 km/h
- Velocità di stallo: 65 km/h

### Altre caratteristiche tecniche

#### Dimensioni
Cockpit larghezza0,63 m (2,07 ft)
Cockpit altezza0,81 m (2,66 ft)

#### Pesi
Acqua di zavorra190 kg (419 lb) o 130 kg (286 lb)
zavorra di coda5,5 kg (12 lb) opzionale

#### Maneggevolezza
tempo di rollio da -45° a +45°4 s a 95 km/h (50 nodi)

## Versioni
DG-300 Elan versione iniziale di produzione
DG-300 Club Elan versione con carrello fisso per uso club
DG-300 Elan acro
versione pienamente acrobatica.
DG-303 Elan
versione dotata di winglet; è disponibile in classe standard e club, è stata costruita dalla società slovena AMS-volo fino alla fine del 2006

## Utilizzatori

### Militari
Belgio
- Composante air de l'armée belge
  - Cadets de l'Air

operano con 4 esemplari.